# Кеноті Крік
Кеноті Крік (англ. Cenoti Creek) — річка в окрузі Ориндж-Волк (Беліз). Довжина близько 20 км. Свої води несе поміж заболочених лісів-джунглів середини Белізу.
Протікає незаселеною територією округу Ориндж-Волк, неподалік національного природнього парку Ріо-Браво (Rio Bravo Conservation Area). Річище неглибоке з невисокими берегами, в'ється поміж десятків тропічних озер-боліт і губиться в одному з них.